# Ancistrus claro
Ancistrus claro (Анциструс золотаво-мармуровий) — вид риб з роду Ancistrus родини Лорікарієві ряду сомоподібні.

## Опис
Загальна довжина сягає 6,6 см. Голова велика, широка. У самців є великі вирости на голові та морді. Очі невеличкі. Рот являє собою присосок. З боків є 2 пари вусів. Тулуб стрункий, вкритий кістковими пластинками, на череві — маленькими, з меншою кількістю рядків. Спинний, грудні та хвостовий плавці великі та широкі. Жировий плавець відсутній. Анальний плавець витягнутий, з короткою основою.
Забарвлення темно-коричневе з маленькими темними цятками або хвилястими лініями. Може змінюватися до золотаво-коричневого, золотаво-жовто-помаранчевого залежно від середовища, що рибу оточує. Черево має біле забарвлення. У самиць більш темне забарвлення, що складається з крапочок. На спинному, грудних та хвостовому плавцях, а також на череві присутні контрастні смуги.

## Спосіб життя
Є демерсальною рибою. Воліє прісної води. Зустрічається на середній течії з кам'янистим і глинястим дном. Активний протягом всього дня. Живиться рештками тваринної й рослинної їжі, об'їдає нарости водоростей.
Нерест відбувається у печері, куди самиця відкладає ікру. Самець піклується про кладку.

## Розповсюдження
Є ендеміком Бразилії. Мешкає в річці Куяба.